# Вайссер, Норберт
Норберт Вайссер (англ. Norbert Weisser; род. 9 июля 1946, Ной-Изенбург, Германия) — американский актёр немецкого происхождения. Известен по роли Альберта Гуйара в кинофильме «Список Шиндлера», а также по ролям в фильмах режиссёра Альберта Пьюна.
Его сын, Морган Вайссер, также стал актёром. Наиболее известная его работа — телесериал «Космос: Далёкие уголки».

## Карьера

### 1960—1969
В конце 60-х Норберт Вайссер переезжает в Лос-Анджелес и начинает выступать на театральной сцене. В начале своей карьеры он уже играет на Бродвее вместе с Эдом Харрисом в театре Брукс Аткинсон. Затем он становится участником и одним из соучредителей театра Odyssey Theatre Ensemble.

### 1970—1979
В 70-х Вайссер дебютирует как актёр на телевидении. В этот же период он получает награду Drama Logue Award за участие в театральной постановке «Мэри Барнс» (англ. Mary Barnes). В 1978 Вайссер исполнил роль Эриха в драме «Полуночный экспресс».

### 1980—1989
Сыграл небольшую роль норвежского пилота в триллере Джона Карпентера «Нечто» в 1982-м. В середине 80-х Норберт Вайссер знакомится с режиссёром Альбертом Пьюном, который с тех пор снимает его почти в каждом своём фильме.

### 1990—1999
В 1993 актёр сыграл одну из своих самых заметных ролей — нацистского офицера Альберта Гуйара в исторической драме «Список Шиндлера» от режиссёра Стивена Спилберга.
Также он играет небольшие роли в кинофильмах «Капитан Америка», «Ракетчик», «Чаплин», «Дорога на Веллвилл», «Человек против киборга», «Солдат апокалипсиса» и «Адреналин: Страх погони». На телевидении он появляется в «Последнем полёте Амелии Эрхарт» в эпизодической роли механика, и в сериале «Северная сторона».

### 2000—2009
К 2000-м годам спрос на низкобюджетные боевики и фильмы ужасов упал, и карьера актёра пошла на спад. В 2004 Вайссер озвучивает немецких солдат и офицеров в игре Medal of Honor: Allied Assault. В 2009 он сыграл доктора ЦЕРНа в детективном триллере Рона Ховарда «Ангелы и демоны».
Вайссер продюсирует фильмы «Инфекция» и «Свежий воздух», в которых снимается его сын Морган. Фильмы вышли в 2005 и 2006 году соответственно.

### 2010—2017
В 2010 выходит новый фильм Альберта Пьюна, фэнтези «Сказки о древней империи» (сиквел «Меча и колдуна»), в котором Вайссер играет отрицательную роль. Фильм имел бюджет в 1 миллион долларов и подвергся разгромной критике.
В 2014 появился в рекламе PEPSI. В том же году озвучивал немецких солдат в компьютерной игре Wolfenstein: The New Order.
В 2017 озвучил Адольфа Гитлера в компьютерной игре «Wolfenstein II: The New Colossus».

## Фильмография
| Год  |    | Русское название              | Оригинальное название                      | Роль                        |
| ---- | -- | ----------------------------- | ------------------------------------------ | --------------------------- |
| 1978 | ф  | Полуночный экспресс           | Midnight Express                           | Эрих                        |
| 1980 | ф  | Врата рая                     | Heaven's Gate                              | иммигрант                   |
| 1982 | ф  | Нечто                         | The Thing                                  | пилот-норвежец              |
| 1982 | ф  | Андроид                       | Android                                    | Келлер                      |
| 1983 | ф  | Сумеречная Зона: Фильм        | Twilight Zone: The Movie                   | солдат #1                   |
| 1984 | ф  | Границы города                | City Limits                                | Боло                        |
| 1985 | ф  | Радиоактивные грёзы           | Radioactive Dreams                         | Стернвуд                    |
| 1986 | ф  | Три амиго                     | ¡Three Amigos!                             | немец                       |
| 1987 | ф  | Уокер                         | Walker                                     | Прэнг                       |
| 1988 | ф  | Из Голливуда в Дэдвуд         | From Hollywood to Deadwood                 | Питер Мюллер                |
| 1990 | ф  | Капитан Америка               | Captain America                            | геодезист на Аляске         |
| 1991 | ф  | Ракетчик                      | The Rocketeer                              | пилот цеппелина             |
| 1992 | с  | Северная сторона              | Northern Exposure                          | Рейнхарт                    |
| 1992 | ф  | Чаплин                        | Chaplin                                    | немецкий дипломат           |
| 1993 | ф  | Фокус-покус                   | Hocus Pocus                                | мистер Бинкс                |
| 1993 | ф  | Список Шиндлера               | Schindler's List                           | Альберт Гуйар               |
| 1994 | тф | Последний полет Амелии Эрхарт | Amelia Earhart: The Final Flight           | механик                     |
| 1994 | ф  | Дорога на Веллвилл            | The Road to Wellville                      | доктор Шпитцвогель          |
| 1995 | ф  | Человек против киборга        | Heatseeker                                 | Тсуй Танг                   |
| 1996 | ф  | Солдат апокалипсиса           | Omega Doom                                 | Голова                      |
| 1996 | ф  | Адреналин: Страх погони       | Adrenalin: Fear the Rush                   | Кьюзо                       |
| 2000 | ф  | Поллок                        | Pollock                                    | Ханс Намут                  |
| 2001 | ф  | Часовой механизм              | Ticker                                     | Даггер                      |
| 2004 | с  | Морская полиция: Спецотдел    | NCIS: Naval Criminal Investigative Service | доктор Рутгер               |
| 2004 | ф  | Свихнувшиеся                  | Around the Bend                            | Уолтер                      |
| 2006 | с  | Говорящая с призраками        | Ghost Whisperer                            | Патрик Рот                  |
| 2009 | ф  | Ангелы и демоны               | Angels & Demons                            | доктор ЦЕРНа                |
| 2010 | ф  | Сказки о древней империи      | Tales of an Ancient Empire                 | Ксусия                      |
| 2012 | с  | Во все тяжкие                 | Breaking Bad                               | Петер Шулер                 |
| 2019 | ф  | Прачечная                     | The Laundromat                             | пожилой лыжник из Швейцарии |